# Serie Mundial de 1971
La Serie Mundial de 1971 fue disputada entre Pittsburgh Pirates y Baltimore Orioles.
Los Pittsburgh Pirates resultaron ganadores al vencer en la serie por 4 partidos a 3.

## Desarrollo

### Juego 1
| Equipo     | 1 | 2 | 3 | 4 | 5 | 6 | 7 | 8 | 9 | C | H  | E |
| ---------- | - | - | - | - | - | - | - | - | - | - | -- | - |
| Pittsburgh | 0 | 3 | 0 | 0 | 0 | 0 | 0 | 0 | 0 | 3 | 3  | 0 |
| Baltimore  | 0 | 1 | 3 | 0 | 1 | 0 | 0 | 0 | X | 5 | 10 | 3 |

LG: Dave McNally (1–0)  LP: Dock Ellis (0–1)  
HRs:  BAL – Frank Robinson (1), Merv Rettenmund (1), Don Buford (1)

### Juego 2
| Equipo     | 1 | 2 | 3 | 4 | 5 | 6 | 7 | 8 | 9 | C  | H  | E |
| ---------- | - | - | - | - | - | - | - | - | - | -- | -- | - |
| Pittsburgh | 0 | 0 | 0 | 0 | 0 | 0 | 0 | 3 | 0 | 3  | 8  | 1 |
| Baltimore  | 0 | 1 | 0 | 3 | 6 | 1 | 0 | 0 | X | 11 | 14 | 1 |

LG: Jim Palmer (1–0)  LP: Bob Johnson (0–1)  SV: Dick Hall (1)  
HRs:  PIT – Richie Hebner (1)

### Juego 3
| Equipo     | 1 | 2 | 3 | 4 | 5 | 6 | 7 | 8 | 9 | C | H | E |
| ---------- | - | - | - | - | - | - | - | - | - | - | - | - |
| Baltimore  | 0 | 0 | 0 | 0 | 0 | 0 | 1 | 0 | 0 | 1 | 3 | 3 |
| Pittsburgh | 1 | 0 | 0 | 0 | 0 | 1 | 3 | 0 | X | 5 | 7 | 0 |

LG: Steve Blass (1–0)  LP: Mike Cuellar (0–1)  
HRs:  BAL – Frank Robinson (2)  PIT – Bob Robertson (1)

### Juego 4
| Equipo     | 1 | 2 | 3 | 4 | 5 | 6 | 7 | 8 | 9 | C | H  | E |
| ---------- | - | - | - | - | - | - | - | - | - | - | -- | - |
| Baltimore  | 3 | 0 | 0 | 0 | 0 | 0 | 0 | 0 | 0 | 3 | 4  | 1 |
| Pittsburgh | 2 | 0 | 1 | 0 | 0 | 0 | 1 | 0 | X | 4 | 14 | 0 |

LG: Bruce Kison (1–0)  LP: Eddie Watt (0–1)  SV: Dave Giusti (1)  

### Juego 5
| Equipo     | 1 | 2 | 3 | 4 | 5 | 6 | 7 | 8 | 9 | C | H | E |
| ---------- | - | - | - | - | - | - | - | - | - | - | - | - |
| Baltimore  | 0 | 0 | 0 | 0 | 0 | 0 | 0 | 0 | 0 | 0 | 2 | 1 |
| Pittsburgh | 0 | 2 | 1 | 0 | 1 | 0 | 0 | 0 | X | 4 | 9 | 0 |

LG: Nelson Briles (1–0)  LP: Dave McNally (1–1)  
HRs:  PIT – Bob Robertson (2)

### Juego 6
| Equipo     | 1 | 2 | 3 | 4 | 5 | 6 | 7 | 8 | 9 | 10 | C | H | E |
| ---------- | - | - | - | - | - | - | - | - | - | -- | - | - | - |
| Pittsburgh | 0 | 1 | 1 | 0 | 0 | 0 | 0 | 0 | 0 | 0  | 2 | 9 | 1 |
| Baltimore  | 0 | 0 | 0 | 0 | 0 | 1 | 1 | 0 | 0 | 1  | 3 | 8 | 0 |

LG: Dave McNally (2–1)  LP: Bob Miller (0–1)  
HRs:  PIT – Roberto Clemente (1)  BAL – Don Buford (2)

### Juego 7
| Equipo     | 1 | 2 | 3 | 4 | 5 | 6 | 7 | 8 | 9 | C | H | E |
| ---------- | - | - | - | - | - | - | - | - | - | - | - | - |
| Pittsburgh | 0 | 0 | 0 | 1 | 0 | 0 | 0 | 1 | 0 | 2 | 6 | 1 |
| Baltimore  | 0 | 0 | 0 | 0 | 0 | 0 | 0 | 1 | 0 | 1 | 4 | 0 |

LG: Steve Blass (2–0)  LP: Mike Cuellar (0–2)  
HRs:  PIT – Roberto Clemente (2)
|                                                            |
| Campeón de las Grandes Ligas Pittsburgh Pirates 4.º título |